# Хемороиди
Хемороиди су васкуларне структуре у аналном каналу које потпомажу контролу столице. Они постају патолошки или шуљеви када се јави оток или упала. У свом физиолошком стању они се понашају као јастуче састављено од артерио-венског канала и везивног ткива.
Симптоми патолошких хемороида зависе од тога који је тип хемороида присутан. Унутрашњи хемороиди се обично испољавају у виду безболног ректалног крварења, док код спољашњих хемороида нема много симптома, односно уколико су тромбозирани долази до изразитог бола и отицања у пределу ануса. Многи људи погрешно приписују „хемороидима“ било који симптом који се јави око анално-ректалне регије и морају се искључити озбиљни узрочници симптома. Мада тачан узрочник хемороида остаје непознат, верује се да у њиховом развоју играју улогу неки фактори који повећавају интраабдоминални притисак, а посебно констипација.
Почетна терапија за блажи до умерени облик болести се састоји од повећања уноса влакана, оралних флуида за одржавање хидратације, НСАИЛ као помоћ код бола и мировања. Изводе се неке мање процедуре уколико су симптоми тежи или не долази до побољшања применом конзервативних метода. Хирургија је резервисана за оне случајеве код којих не долази до побољшања применом ових мера. Готово половина људи може искусити проблеме са хемороидима у неком тренутку живота. Исход је обично добар.

## Знаци и симптоми
Унутрашњи и спољашњи хемороиди се испољавају различито; међутим, многи људи имају комбинацију ова два типа. Ретко се јавља озбиљније крварење које доводи до анемије, а крварење које би угрозило живот је чак и ређе. Многи људи осећају узнемиреност када се суоче са овим проблемом и често потраже медицинску помоћ само онда када је случај узнапредовао.

### Спољашњи
Уколико нису тромбозирани, спољашњи хемороиди не узрокују много проблема. Међутим, када су тромбозирани, хемороиди могу бити веома болни. Међутим, овај бол обично пролази за 2 – 3 дана. Упркос томе, потребно је неколико недеља да нестане оток. Након излечења може остати кожна израслина. Ако су хемороиди велики и праве хигијенске проблеме, они могу да изазову иритацију околне коже, а тиме и појаву свраба око ануса.

### Унутрашњи
Унутрашњи хемороиди се обично испољавају у виду безболног, светло црвеног, ректалног крварења за време или након покретања црева. Карактеристично је да крв прекрива столицу, стање познато као хематохезија, да се нађе на тоалет папиру, или капље у тоалет шољу. Сама столица је обично нормално обојена. Међу осталим симптомима се може јавити слузави секрет, перианална маса код испадања (пролапса) кроз анус, свраб и фекална инконтиненција. Унутрашњи хемороиди су обично болни једино ако постану тромбозирани или некротични.

## Етиологија
Најчешћи узрок настанка хемороида је напрезање приликом дефекације, а могу бити и трудноћа, генетички фактори, старење, хронични затвор, дијареја (пролив), неправилна исхрана (претерано зачињена, љута слана или кисела), злоупотреба алкохола, дуготрајно седење и инфекције ануса (чмара).
Тачан узрочник симптоматских хемороида није познат. Сматра се да одређени фактори играју улогу међу којима су: нередовно пражњење црева (констипација или дијареја), помањкање вежбања, нутритивни фактори (исхрана у којој је мала количина влакана), повећани интраабдоминални притисак (дуготрајно напрезање, асцит, интраабдоминална маса или трудноћа), генетика, недостатак залистака унутар хемороидалних вена, као и старење. Остали фактори за које се верује да повећавају ризик су гојазност, дуготрајно седење, хронични кашаљ и дисфункција карличног пода. Међутим, слаби су докази о постојању ове повезаности.
За време трудноће, притисак фетуса на абдомен и хормонске промене доводе до повећања хемороидалних судова. Порођај такође доводи до повећања интраабдоминалног притиска. Код трудница је ретко потребна хируршка интервенција, пошто симптоми обично пролазе након порођаја.

## Патофизиологија
Хемороидни јастучићи су део нормалне људске анатомије и постају патолошка болест тек онда када на њима дође до абнормалних промена. У нормалном аналном каналу присутна су три главна јастучета. Они се налазе у левом бочном положају и предњем и задњем положају десно. Они нису састављени ни од артерија нити вена већ их чине крвни судови који се зову синусоиди, везивно ткиво и глатки мишићи. У зидовима синусоида нема мишићног ткива, као код вена. Ова група крвних судова позната је као хемороидални плексус.
Хемороидни јастучићи су од значаја за континенцију. Они доприносе 15–20% притиску аналног затварања у мировању и штите мишиће аналног сфинктера при проласку столице. Када се особа напиње, интраабдоминални притисак расте, а хемороидни јастучићи се повећавају како би потпомогли да анус остане затворен. Верује се да до симптома хемороида долази онда када ове васкуларне структуре склизну наниже или када се венски притисак прекомерно повећа. Повећани притисак аналног сфинктера такође може бити међу симптомима хемороида. Јављају се два типа хемороида: унутрашњи од горњег хемороидалног плексуса и спољашњи од доњег хемороидалног плексуса. Зупчаста линија дели ове две регије.

## Подела
Хемороиди могу бити спољашњи или унутрашњи. Унутрашњи настају близу почетка аналног канала, а спољашњи на аналном отвору... Унутрашњи хемороиди потичу од унутрашњег венског хемороидног плексуса у горњем делу аналног канала и ректуму. Они се увећавају, захватају кожом прекривени доњи део аналног канала и чине видљивим спољњи хемороидални венски плексус.

## Клиничка слика
На почетку и крају дефекације могуће је безболно светлоцрвено крварење, често у виду штрцања. Крв је на столици, није помешана с њом. Чест је пролапс шуљева при дефекацији, који може да постане сталан. Хемороиди углавном нису опасни и не угрожавају људски живот. Симптоми најчешће нестају у року од неколико дана. Симптоми унутрашњих хемороида су: столица прекривена светлом крви, крв на тоалет папиру или на тоалет шољи. Међутим, унутрашњи хемороиди могу изаћи из ануса и тада могу бити болни. Симптоми спољашњих хемороида укључују бол око ануса. Читаво подручје око аналног отвора је осетљиво, болно и сврби.

## Дијагноза
Пажљиви преглед и исправна дијагноза важна је приликом сваког крварења из ректума или налаза крви у столици. Крварење може бити симптом и других болести гастроинтестиналног тракта, па тако и тумора дебелог црева. Ректални преглед често је довољан за дијагнозу. У пределу ануса наћи ће се отечени крвни судови, а потребно је и да доктор направи дигиторектални преглед (преглед задњег црева прстом) тражећи абнормалности
| Степен | Дијаграм | Слика           |
| ------ | -------- | --------------- |
| 1      |          | Endoscopic view |
| 2      |          |                 |
| 3      |          |                 |
| 4      |          |                 |

Хемороиди се обично дијагностикују физичким прегледом. Визуелним прегледом ануса и околног подручја може се дати дијагноза спољашњих или пролабираних хемороида. Ректални преглед се врши да би се открили могући ректални тумори, полипи, увећана простата или апсцеси. Овај преглед није могућ без одговарајуће седације због бола, мада већина унутрашњих хемороида није повезана са болом. Код визуелног потврђивања унутрашњих хемороида потребна је аноскопија, шупљи цевасти инструмент на који је на једном крају прикључено светло. Постоје две врсте хемороида: спољашњи и унутрашњи. Они се разликују по свом положају у односу на зупчасту линију. Код неких особа се истовремено могу јавити симптоми и једног и другог типа. Уколико је присутан бол, већа је вероватноћа да је у питању анална фисура или спољашњи хемороид него унутрашњи хемороид.

### Унутрашњи
Унутрашњи хемороиди настају изнад зупчасте линије. Прекривени су колумнарним епителом у коме нема рецептора за бол. Они су класификовани 1985. године у четири групе на основу степена пролапса.
- Степен I: Нема пролапса. Једино су упадљиви крвни судови.[11]
- Степен II: Пролапс при напињању који се спонтано смањује.
- Степен III: Пролапс при напињању који захтева мануелну редукцију.
- Степен IV: Пролабиран и не може се мануелно редуковати.

### Спољашњи
Спољашњи хемороиди су они који се јављају испод зупчасте то јест пектинеалне линије. Они су непосредно прекривени анодермом а дистално кожом, при чему су оба осетљива на бол и температуру.

### Диференцијални
Многи аноректални проблеми, укључујући фисуре, фистуле, апсцесе, колоректални канцер, ректалне вариксе и свраб, имају сличне симптоме и могу се погрешно протумачити као хемороиди. Ректално крварење се такође може појавити због колоректалног канцера, због колитиса међу којима су и запаљењска болест црева, дивертикуларна болест и ангиодисплазија. Ако је присутна анемија, требало би да се размотре неки други потенцијални узрочници.
Остала стања која доводе до аналне масе су: кожне израслине, аналне брадавице, ректални пролапс, полипи и увећане аналне папиле. Аноректални варикси услед повећане порталне хипертензије (крвни притисак у порталном венском систему) могу се испољити слично као хемороиди, али представљају другачије стање.

## Компликације
Као последица продуженог крварења понекад може наступити анемија због недостатка гвожђа.

## Превенција
Препоручују се неке превентивне мере укључујући избегавање напрезања при покушају дефекације, избегавање констипације и дијареје било путем уноса намирница са високим садржајем влакана и уношењем велике количине течности или узимањем влакана у виду суплемената, као и довољно вежбања. Такође је препорука проводити мање времена у покушају дефекације, избегавати читање у тоалету, као и смањење тежине код особа са прекомерном тежином и избегавање дизања терета.

## Терапија
Благи случајеви хемороида могу се лечити конзумирањем веће количине течности и исхране богате влакнима. Хемороидалне креме или чепићи могу помоћи у смањењу отока и бола. Корисно је купање у млакој води. Понекад је стање такво да захтева хируршку интервенцију. У лечењу се све више примењује и ласерска коагулација хемороида.

### Конзервативни
Конзервативни третман се углавном састоји у исхрани која је богата влакнима, конзумирању течности оралним путем да би се одржала хидратација, коришћењу нестероидних противупалних лекова (НСПУЛ), купкама седала, и одмарању. Показало се да повећан унос влакнасте хране побољшава исход, а успех у лечењу може се постићи разноврсним дијетама или конзумирањем суплемената влакана. Међутим, нема доказа да купке седала помажу током било ког момента лечења. Ако се користе, треба их ограничити на 15 минута по сеанси.
Иако за лечење хемороида на располагању стоје многи локални агенси и супозиторији, постоји мало доказа који би подржавали њихову примену. Агенси који садрже стероиде не би требало да се користе дуже од 14 дана, пошто могу довести до тањења коже. Већина агенаса садржи комбинацију активних састојака. Може обухватати: заштитну крему као што је петролејски гел или цинк оксид, аналгетски агенс као што је лидокаин, и вазоконстриктор као што је епинефрин. Корист флавоноида је спорна, са потенцијалним нежељеним дејствима. Симптоми се обично реше после трудноће; па се активно лечење често одлаже до после порођаја.

### Процедуре
Велики број поступака може се обавити у ординацији. Иако су опште узев безбедни, ретко може доћи до озбиљних нежељених дејстава као што је перианална сепса. Код оних код којих је ова болест првог до трећег степена, као прва линија лечења, препоручује се
- подвезивање гуменом траком.[11] То је поступак у којем се гумене траке стављају на унутрашње хемороиде на удаљености од најмање 1 cm изнад зупчасте линије како би се прекинуо довод крви. У року од 5–7 дана, сасушени хемороид ће отпасти. Ако се трака постави исувише близу зупчасте линије, одмах ће доћи до јаких болова.[3] Стопа излечења је око 87%[3] уз стопу компликација која износи до 3%.[11]
- Склеротерапија подразумева инјекцију склерозирајућег агенса, као што је фенол, у хемороид. Ово доводи до колабирања венских зидова и до сушења хемороида. Стопа успешности четири године после интервенције износи ~70%[3] што је више него подвезивање гуменом траком.[11]
- Велики број метода каутеризације показао се ефикасним за хемороиде, али се обично примењују када друге методе оману. Ова процедура може да се обавља путем електрокаутеризације, зрачења инфрацрвеним зрацима, ласерском хирургијом,[3] или криохирургијом.[19] Инфрацрвена каутеризација може бити опција за болест првог или другог степена.[11] Код болесника са 3. или 4. степеном, висока је стопа повратка болести.[11]

### Хирургија
Уколико конзервативно лечење и једноставни поступци не успеју, може се користити велики број хируршких техника. Сви хируршки захвати су скопчани са одређеним степеном компликација укључујући крварење, инфекцију, аналне стриктуре и ретенцију урина, услед непосредне близине ректума са нервима који снабдевају бешику. Такође постоји и мали ризик фекалне инконтиненције, посебно течности, са пријављеном стопом између 0% и 28%. Ектропион мукозе представља још једно стање које може настати после хемороидектомије (често заједно са стенозом ануса). То је када слузница ануса бива изврнута из ануса, налик веома умереном стању ректалног пролапса.
- Ексцизиона хемороидектомија је хируршко уклањање хемороида који се користи првенствено само у озбиљним случајевима.[3] Везана је за снажне постоперативне болове па је обично потребно од 2 до 4  недеље за опоравак.[3] Међутим, болесници са трећим степеном хемороида имају дугорочније користи у поређењу са подвезивањем гуменом траком.[23] То лечење које се препоручује онима са тромбозираним спољашњим хемороидом ако се спроведе у року од 24–72 сата.[7][11] глицерил тринитрат маст после подухвата помаже како смањењу болова, тако и бржем зарастању.[24]
- Доплером вођена, трансанална хемороидална деартериализација је минимално инвазивно лечење помоћу ултразвучног доплера којим се прецизно лоцира притицање артеријске крви. Артерије се тада подвезују, а пролапсно ткиво ушива назад на своју нормално место. Стопа повратка болести је овде нешто виша, али има мање компликација у поређењу са хемороидектомијом.[3]
- Сепаратна хемороидектомија, позната и под именом сепаратна хемороидопексија, јесте поступак који подразумева уклањање великог дела абнормално проширеног хемороидног ткива, праћено враћањем преосталог хемороидног ткива у нормалну анатомску позицију. Овакав поступак је углавном мање болан а зарастање је брже у поређењу са потпуним уклањањем хемороида.[3] Међутим, изгледи да се симптоматски хемороиди врате је већи него после конвенционалне хемороидектомије[25] и зато се углавном препоручује за болест другог или трећег степена.[11]

## Епидемиологија
Тешко је утврди колико су хемороиди уобичајени пошто се многи људи који имају то стање уопште не обраћају лекару. Међутим, верује се да симптоматски хемороиди погађају барем 50% популације у САД током одређеног периода живота, а стално су присутни код око 5% становништва. Оба пола искусе приближно исту учесталост појаве хемороида са стопом која достиже свој врхунац између 45. и 65. године старости. Хемороиди се чешће јављају код кавкаског типа и код оних са вишим социјалноекономским статусом. Дугорочни исходи су углавном добри иако неки људи могу имати рекурентне симптоматске епизоде. Само мали проценат особа на крају заврши хируршком интервенцијом.

## Историјат
Прво познато помињање ове тегобе потиче из 1700. године п. н. е, на египатском папирусу, у којем се саветује:
“… Треба да дате рецепт, мелем са јаким заштитним дејством; листови багрема, подлога здробљени и заједно укувани. Натопити тиме траку финог ланеног платна и поставити у анус, да се опорави одмах." У Хипократовим радовима из 460. п. н. е. говори се о лечењу које је налик данашњем подвезивању хемороида гуменом траком:
“И хемороиди се могу лечити на сличан начин тако што их прободете иглом и вежете их веома дебелим вуненим концем, и немојте их дирати док не отпадну, и увек оставите један; а када се пацијент опорави, нека користи облоге од чемерике.” Хемероиди су можда описани и у Библији.
Целзус (25. године п. н. е. –14. годие н.е.) је описао поступке подвезивања и исецања и разматрао могуће компликацијеје. Гален је заступао становиште да треба развајати везу између артерија од вена, тврдећи да се тиме смањују, како болови, тако и ширење гангрене. Сушрута Самхита, (4 – 5. век н.е.) је сличан Хипократовим речима, али са акцентом на чистоћу ране. У 13. веку европски хирурзи као што су Лафранк од Милана, Ги де Шолијак, Анри де Мондвил и Џон Арден учинили су велики напредак у развоју хируршких техника.
Реч „хемороид“ први пут се у енглеском језику појавила 1398. године, као изведеница из старог француског emorroides, према латинском hæmorrhoida -ae, наслеђеном из грчког "αἱμορροΐς" (haimorrhois), „подложан да испушта крв“, од "αἷμα" (haima), „крв" + "ῥόος" (rhoos''), „млаз, ток, струјање“, и од "ῥέω" (rheo), „тећи, струјати ".

## Познати случајеви
Славни играч бејзбола Џорџ Брет повучен је из игре на Светском првенству 1980. због болова изазваних хемороидима. После незнатног хируршког захвата, Брет се вратио у следећу игру, говорећи у шали "...моји проблеми су сви иза мене." Следећег пролећа Брет је био подвргнут новој хируршкој интервенцији. Конзервативни политички коментатор Глен Бек подвргнут је операцији хемороида, касније описујући своје непријатно искуство у видео клипу који је имао широку гледаност 2008. године на YouTube. Бивши амерички председник Џими Картер је имао операцију за хемороиде 1984.